# 高洪站
高洪站位于中华人民共和国四川省成都市成华区龙潭街道高洪社区航天路华月路口，沿航天西路跨华月路东西向设置，是成都地铁17号线二期工程建设中的一座地下车站，是东端终点站，预计于2025年启用。

## 车站结构
本站为地下二层单柱双跨岛式站台车站，车站总长801.77米，标准段总宽21.7米，开挖深度为17.7~24.1米，采用明挖顺作法施工。
| 地面      |                            | 出入口                          |  |
| 地下 一层 | 站厅层                     | 安检、售票机、卫生间            |  |
| 地下 二层 |                            | 17号线列车往九江北方向 （威灵） |  |
| 地下 二层 | 岛式站台，左边车门将会开启 |                                 |  |
| 地下 二层 | 17号线列车终点站台         |                                 |  |

## 大事记
- 2020年3月2日，高洪站主体围护结构开工；[1]
- 2021年10月31日，高洪站主体结构封顶。[2]